# 바보스러운 여자
"바보스러운 女子"는 1984년에 개봉한 대한민국의 영화이다.

## 캐스팅
- 금보라
- 유인촌
- 김동현
- 이순재
- 사미자
- 김기종
- 국정숙
- 김용태
- 유명순
- 정미경
- 조학자
- 최희정
- 이미열
- 박민희
- 문태선
- 최성관
- 나갑성
- 남포동
- 최일
- 신동원